# Lâm Xuyên
Lâm Xuyên (giản thể: 临川区; phồn thể: 臨川區; bính âm: Línchuān Qū) là một khu (quận) thuộc địa cấp thị Phủ Châu, tỉnh Giang Tây, Trung Quốc.

## Hành chính
Quận Lâm Xuyên được chia ra làm 34 đơn vị hành chính cấp hương, gồm 7 nhai đạo, 19 trấn và 8 hương. Ngoài ra quận này còn quản lí 3 đơn vị tương đương cấp hương khác.
- Nhai đạo: Thanh Vân (青云街道), Tây Đại Nhai (西大街街道), Kinh Công Lộ (荆公路街道), Lục Thủy Kiều (六水桥街道), Văn Xương (文昌街道), Thành Tây (城西街道), Chung Lĩnh (钟岭街道)
- Trấn: Thượng Đốn Độ (上顿渡镇), Ôn Tuyền (温泉镇), Cao Bình (高坪镇), Thu Khê (秋溪镇), Vinh Sơn (荣山镇), Long Khê (龙溪镇), Đại Cương (大岗镇), Vân Sơn (云山镇), Xướng Khải (唱凯镇), La Trâm (罗针镇), La Hồ (罗湖镇), Thái Dương (太阳镇), Đông Quán (东馆镇), Đằng Kiều (腾桥镇), Thanh Nê (青泥镇), Hiếu Kiều (孝桥镇), Phủ Bắc (抚北镇), Triển Bình (展坪镇), Sùng Cương (崇岗镇)
- Hương: Liên Thành (连城乡), Đồng Nguyên (桐源乡), Hồ Nam (湖南乡), Thất Lý Cương (七里岗乡), Tung Hồ (嵩湖乡), Bằng Điền (鹏田乡), Mao Bài (茅排乡), Hà Phụ (河埠乡)

Đơn vị ngang cấp hương khác
- Khu khai khẩn: Vinh Sơn (荣山垦殖场), Thất Lý Cương (七里岗垦殖场)
- Khu quản lí khu khai phát kinh tế (开发区管理委员会)